# BFI Flare: London LGBT Film Festival
BFI Flare: London LGBT Film Festival, precedentemente noto come London Lesbian and Gay Film Festival (LLGFF), è il più grande festival cinematografico europeo dedicato a tematiche lesbiche, gay, bisessuali e transgender (LGBT), che si svolge ogni anno in primavera a Londra.
È iniziato nel 1986, come una serie di film gay e lesbiche presso il National Film Theatre per due anni, con il titolo "Gay's Own Pictures", a cura di Peter Packer del Tyneside Cinema. È stato ribattezzato London Lesbian and Gay Film Festival nel 1988. Essendo stato un festival di due settimane per molti anni, il festival è stato ridotto a una settimana nel 2011, poi aumentato a 10 giorni nel 2012.
Organizzato e gestito dal British Film Institute, tutte le proiezioni del LLGFF si svolgono al BFI Southbank. Ogni estate, una selezione di lungometraggi e cortometraggi mostrati al festival intraprendono un tour in giro per il Regno Unito.